# My Life with Master
My Life with Master is een in 2003 gepubliceerde, op het vertellen van thematische verhalen gerichte gothic horror rollenspellen. Het thema is "the struggle to stay decidedly human in the face of monsterizing forces and adverse circumstances".

## Genre
Gothic horror (van de psychologische soort).

## Personages
Alle spelers zijn een minion van een duistere en kwaadaardige Master, waarvoor zij gruwelijke opdrachten moeten uitvoeren, meestal ten koste van de onschuldige mensen in het dorp. Denk bijvoorbeeld aan Igor als minion van Victor Frankenstein, die voor hem lijken van het kerkhof moet halen zodat hij zijn waanzinnige plan om een mens te scheppen kan uitvoeren. De minions zijn gedwongen om alle gruwelijke taken voor de Master uit te voeren, waar ze zich meestal heel schuldig en naar over voelen. Eigenlijk is namelijk het enige wat ze willen dat iemand van hen houdt; maar de mensen in het dorp zijn alleen maar bang van ze, en de Master kent het woord 'liefde' niet.
De personages van de spelers hebben drie attributen: Self-loathing, Weariness en Love. Aan het begin van het spel moet je drie punten verdelen over Self-loathing en Weariness; Love begint altijd op 0. Tijdens het spelen kan je meer Love verzamelen, waardoor uiteindelijk een van de minions zich van de Master vrij kan maken en hem of haar kan doden. Door het verrichten van taken voor de Master gaan echter ook Self-loathing en Weariness omhoog, en wanneer deze aan het eind van het spel veel hoger zijn dan Love loopt het slecht af met de minion.

## Regels
Het boek beslaat 63 pagina's, en bevat onder meer een hoofdstuk over het gezamenlijk creëren van een Meester en een hoofdstuk waarin wordt uitgelegd hoe My Life with Master gegamemastered moet worden.
De regels werken vrijwel geheel op een zeer abstract niveau. Alle spelers krijgen om de beurt een scène, waarin hun 'character' de hoofdrol speelt. (Het zal slechts af en toe gebeuren dat twee characters in dezelfde scène voorkomen.) De speler mag kiezen wat voor scène hij wil, uit een rijtje van drie soorten:
- Een ontmoeting met de Master, die hem meestal een opdracht zal geven.
- Een poging een opdracht van de Master uit te voeren.
- Een overture naar iemand uit het dorp waar het personage door geliefd wil worden.

De gamemaster begint nu met het beschrijven van deze scène, en deze wordt uitgespeeld totdat een punt wordt bereikt dat de dobbelstenen gerold moeten worden. Deze bepalen de uitkomst van de scène. Er is maximaal 1 rol per scène; je rolt dan ook niet voor een bepaalde actie, maar voor een abstracte uitkomst - welke acties en gebeurtenissen bij die uitkomst horen wordt aan de speler en GM gelaten. Voor de verschillende scènes bestaan deze rollen:
- Bij een ontmoeting met de Master mag gerold worden of het character de opdracht van de Master kan weerstaan. Het character mag de opdracht ook uit zichzelf aanvaarden, dan is daarmee de scène afgelopen.
- Bij een poging een opdracht van de Master uit te voeren moet de speler ofwel villainy tegen de bewoners van het dorp uithalen (stelen, bedriegen, bedreigen, et cetera); ofwel violence (in elkaar slaan, vermoorden). Bij beide hoort een verschillende rol. Succes zal de Self-loathing van de minion verhogen, maar hij heeft wel de opdracht met succes uitgevoerd. Falen bij violence levert een punt Weariness op.
- Wanneer het character op zoek gaat naar liefde, zal hij zijn geliefde op de een of andere manier moeten proberen te benaderen. Als de rol hiervoor lukt ontstaat er een mooi, liefdevol moment: het character krijgt dan een punt Love. Als de rol mislukt gaat er iets fout; het character krijgt dan een punt Self-loathing, maar toch ook een punt Love.

Wanneer een minion een bevel van de Master weerstaat en genoeg Love heeft, begint het eindspel. Hierin zal de Master uiteindelijk sterven; het lot van de minions hangt van hun scores af.

## Ontvangst
My Life with Master won de Indie RPG Awards van 2003.